# Raffaele Ferrara
Raffaele Ferrara, noto anche come Lello (Napoli, 3 ottobre 1976), è un ex ciclista su strada italiano, professionista dal 2001 al 2010.

## Palmarès
- 2000 (Dilettanti)

3ª tappa Girobio
6ª tappa Girobio
Classifica generale Girobio
Giro Ciclistico del Cigno
Classifica generale Giro della Regione Friuli Venezia Giulia
Astico-Brenta

## Piazzamenti

### Grandi Giri
- Tour de France

2003: non partito (14ª tappa)
- Vuelta a España

2002: non partito (16ª tappa)

### Classiche monumento
- Milano-Sanremo

2008: 149º
2010: ritirato
- Giro di Lombardia

2007: ritirato

### Competizioni mondiali
- Campionati del mondo

Salisburgo 2006 - In linea Elite: riserva